# Fork in the Road
Fork in the Road är ett studioalbum av Neil Young. Albumet utkom den 7 april 2009 på Reprise Records.
Albumet är inspirerat av Youngs intresse för bilar och alternativa drivmedel, vilket resulterat i ett projekt att konvertera en Lincoln Continental med miljövänlig teknologi.

## Låtlista
Samtliga låtar på skivan är skrivna av Neil Young
1. "When Worlds Collide" - 4:14
2. "Fuel Line" - 3:11
3. "Just Singing a Song" - 3:31
4. "Johnny Magic" - 4:18
5. "Cough Up the Bucks" - 4:38
6. "Get Behind the Wheel" - 3:08
7. "Off the Road" - 3:22
8. "Hit the Road" - 3:36
9. "Light a Candle" - 3:01
10. "Fork in the Road" - 5:47

## Musiker och produktion
Producerad av "The Volume Dealers" (Neil Young och Niko Bolas). Inspelad och mixad av Niko Bolas
- Neil Young: elgitarr och akustisk gitarr, sång
- Ben Keith: lap steel, elgitarr, hammondorgel, sång
- Anthony Crawford: elgitarr och akustisk gitarr, piano, hammondorgel, sång
- Pegi Young: vibrafon, akustisk gitarr, sång
- Rick Rosas: bas
- Chad Cromwell: trummor

## Listplaceringar
| Lista (2009)                    | Topplacering |
| ------------------------------- | ------------ |
| Österrikiska albumlistan        | 45           |
| belgiska albumlistan (Flandern) | 13           |
| Franska albumlistan             | 31           |
| Finländska albumlistan          | 16           |
| Danska albumlistan              | 15           |
| Nederländska albumlistan        | 23           |
| Tyska albumlistan               | 17           |
| Irländska albumlistan           | 18           |
| Nyzeeländska albumlistan        | 38           |
| Norska albumlistan              | 1            |
| Spanska albumlistan             | 48           |
| Italienska albumlistan          | 36           |
| Svenska albumlistan             | 11           |
| Schweiziska albumlistan         | 65           |
| US Billboard 200                | 19           |
| Brittiska albumlistan           | 22           |